# Liège-Bastogne-Liège 1946
La 32e édition de Liège-Bastogne-Liège a eu lieu le 5 mai 1946 et a été remportée par le Belge Prosper Depredomme. 
89 coureurs étaient au départ. 30 rejoignent l'arrivée.

## Classement
| n° | Coureur             | Équipe         | Temps           |
| -- | ------------------- | -------------- | --------------- |
| 1  | Prosper Depredomme  | Garin-Wolber   | 6 h 02 min 50 s |
| 2  | Albert Hendrickx    | -              | m.t.            |
| 3  | Triphon Verstraeten | -              | m.t.            |
| 4  | Joseph Somers       | Cilo           | m.t.            |
| 5  | Émile Carrara       | Alcyon-Dunlop  | m.t.            |
| 6  | Edward Van Dyck     | Cycles Roberty | à 1 min 35 s    |
| 7  | Joseph Claessen     | -              | m.t.            |
| 8  | Marcel Boumon       | -              | m.t.            |
| 9  | Eugène Kiewit       | -              | m.t.            |
| 10 | René Beyens         | -              | m.t.            |